# Хосе дель Солар
Хосе дель Солар (ісп. José Del Solar, нар. 28 листопада 1967, Ліма) — перуанський футболіст, що грав на позиції захисника, зокрема за національну збірну Перу, у складі якої був учасником шести розіграшів Кубка Америки.
По завершенні ігрової кар'єри — тренер. З 2018 року очолює тренерський штаб команди «Універсідад Сесар Вальєхо».

## Клубна кар'єра
Народився 28 листопада 1967 року в місті Ліма. Вихованець футбольної школи клубу «Універсітаріо де Депортес».
У дорослому футболі дебютував 1986 року виступами на умовах оренди за команду «Сан-Агустін», в якій провів два сезони, взявши участь у 61 матчі чемпіонату. 
1988 року заграв вже у головній команді рідного «Універсітаріо де Депортес», а за два роки перебрався до чилійського «Універсідад Католіка».
Протягом 1992–1998 виступав в Іспанії, встигнувши пограти за «Тенерифе», «Саламанку», «Сельта Віго» та «Валенсію».
Сезон 1998/99 відіграв за турецький «Бешикташ», після чого повернувся до рідного «Універсітаріо де Депортес». У сезоні 2000/01 знову грав за кордоном, захищаючи кольори бельгійського «Мехелена», проте завершував ігрову кар'єру все ж на батьківщині у складі того ж «Універсітаріо де Депортес» протягом 2001—2002 років.

## Виступи за збірну
1986 року дебютував в офіційних матчах у складі національної збірної Перу.
У складі збірної був учасником шести розіграшів Кубка Америки — 1987 року в Аргентині, 1989 року в Бразилії, 1991 року в Чилі, 1993 року в Еквадорі, 1995 року в Уругваї та 2001 року в Колумбії.
2000 року виступав на тогорічному розіграші Золотого кубка КОНКАКАФ, де перуанці брали участь як запрошена команда.
Загалом протягом кар'єри у національній команді, яка тривала 16 років, провів у її формі 74 матчі, забивши 9 голів.

## Кар'єра тренера
Розпочав самостійну тренерську кар'єру 2005 року, очоливши тренерський штаб аргентинського «Колона». Згодом тренував перуанський «Спортінг Крістал» та чилійський «Універсідад Католіка», після чого отримав запрошення попрацювати зі збірною Перу, яку очолював протягом 2007–2009 років.
У 2010-х працював на батьківщині на клубному рівні, тренуючи рідний «Універсітаріо де Депортес», команди «Універсідад Сан-Мартін» і «Спортінг Крістал», а 2018 року очолив тренерський штаб команди «Універсідад Сесар Вальєхо».